# حسين أباد (شهرضا)
حسين أباد هي قرية في مقاطعة شهرضا، إيران. عدد سكان هذه القرية هو 20 في سنة 2006.